# Stand (klimsport)

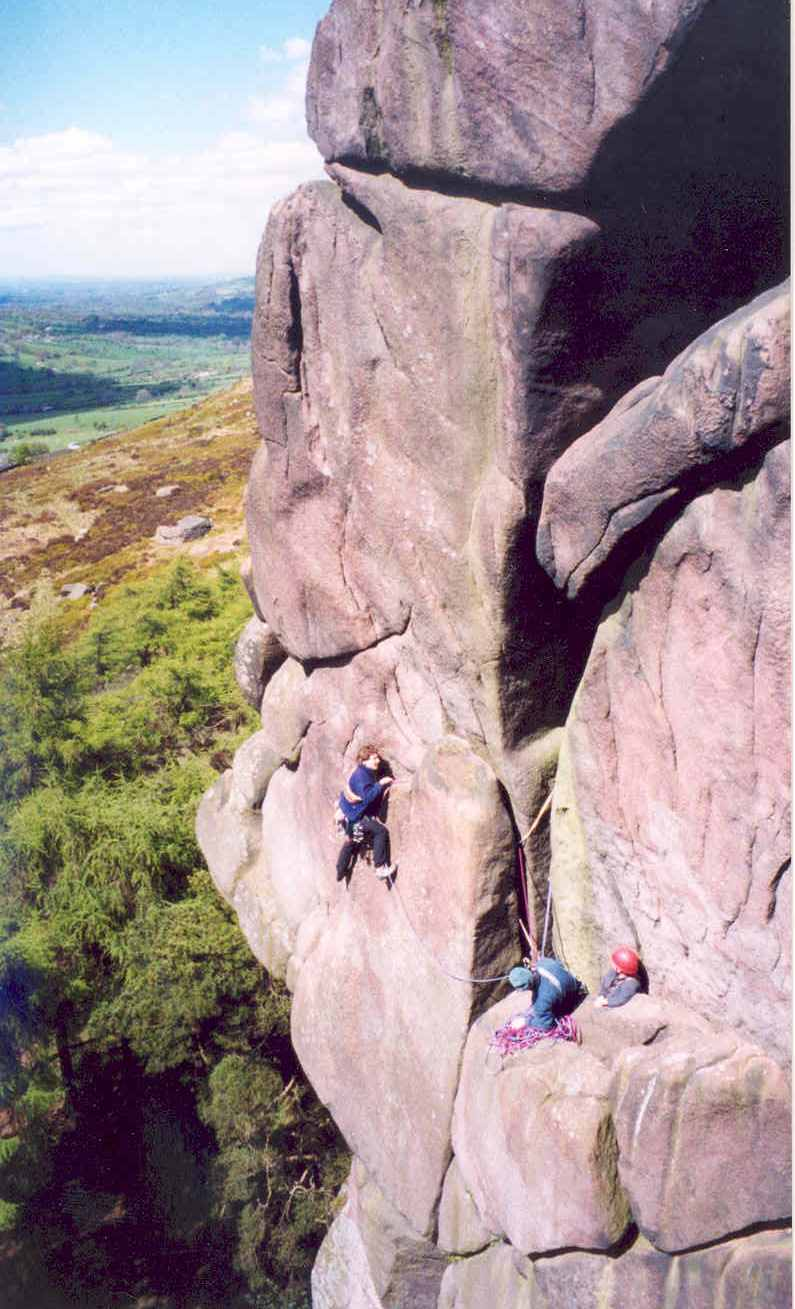
Een mooi voorbeeld van een standplaats

Als klimmers meerdere routes na elkaar klimmen, moeten ze na elke touwlengte een stand, ook een relais genoemd, bouwen.
Een relais is een plaats in de rotsen waar meerdere haken (verankeringshaken) in de rots geslagen of chemisch verlijmd zijn. Meestal 2 of 3 haken dicht bij elkaar. Indien deze haken niet al verbonden zijn met een ketting, bouwt men de stand zo op dat mocht één van de haken uitbreken, de last op de overblijvende komt.
Zeer veel sportklimroutes bestaan uit één te klimmen lengte en eindigen normaliter op een ketting, relais of een standplaats. Men moet op dit punt een ombouw maken naar een rappel of een zekeringsplaats maken voor de voorklimmer die op zijn beurt de naklimmer moet kunnen beveiligen.
Het bouwen van een relais vergt ervaring en een minimum aan knopen- en zekeringskennis.